# Папа Гргур V
Папа Гргур V (лат. Gregorius V; Војводина Корушка, око 972 — Рим, 18. фебруар 999) је био 138. папа од 3. маја 996. до 18. фебруара 999.